# Twieflingen
Twieflingen – dzielnica gminy Söllingen w Niemczech, w kraju związkowym Dolna Saksonia, w powiecie Helmstedt. Do 31 października 2016 wchodziła w skład gminy zbiorowej Heeseberg.